# Керимбаев, Борис Тукенович
Борис Тукенович Керимбаев (каз. Борис Төкенұлы  Керімбаев; 12 января 1948, п. Прудки, Алматинская область, Казахская ССР, СССР — 12 февраля 2019, Алма-Ата, Казахстан) — полковник Вооружённых сил СССР и Вооружённых сил Республики Казахстан. Участник Афганской войны (1979—1989). Ключевой участник противостояния советских войск и отрядов Ахмад Шах Масуда.

## Образование
В 1970 году окончил Ташкентское высшее общевойсковое командное училище имени В. И. Ленина.

## Служба в Советской Армии
В 1970 году по окончании училища начал офицерскую службу командиром мотострелкового взвода в Группе советских войск в Германии.
В 1973 году назначен на должность командира разведывательной роты.
В 1975 году переведён на службу в должности командира разведывательной роты в Среднеазиатский военный округ.
В 1977 году назначен на должность начальника штаба, а позже и командира мотострелкового батальона.
В 1980 году был оформлен в 10-м Главном управлении Генерального штаба ВС СССР для загранкомандировки в Эфиопию в должности советника командира пехотной бригады.

## 177 отдельный отряд
В январе 1980 года распоряжением начальника ГРУ ГШ генерала армии Ивашутина назначен командиром вновь формируемого 177-го отдельного отряда специального назначения.
177-й отряд создавался на базе 22-й отдельной бригады специального назначения САВО в городе Капчагай Алматинской области КазССР.

## Война в Афганистане
29 октября 1981 года 177-й отряд под командованием майора Керимбаева вошёл в Афганистан и сосредоточился возле города Меймене провинции Фарьяб. Сразу после ввода отряд приступил к боевым действиям против формирований моджахедов.
По итогам боёв по разгрому крупных формирований афганских моджахедов в окрестностях Меймене, которыми командовал полевой командир по имени Мовлади-Кара, личный состав 177-й отряд дал прозвище своему командиру «Кара Майор» («Чёрный Майор») за смуглое лицо и по аналогии с именем противника. Кара — на тюркских языках означает «чёрный» (большинство бойцов отряда были выходцами из Средней Азии и Казахстана). А воинское звание Керимбаева на тот момент было майор
15 января 1982 года 177-й отряд был переброшен под н.п. Дарзоб для участия в войсковой операции.
12 июня 1982 года 177-й отряд под командованием Керимбаева 500-километровым маршем был переброшен н.п. Руха в Панджшерское ущелье, в котором только закончилась очередная Панджшерская операция.
Руководство 40-й армии поставило перед Керимбаевым боевую задачу по выполнению частичного контроля над Панджшерским ущельем и блокированию формирований афганских моджахедов на неопределённый срок.
Для усиления позиций 177-го отряда в н.п. Руха были приданы от 108-й мотострелковой дивизии следующие подразделения:
- гаубичная артиллерийская батарея Д-30;
- реактивная артиллерийская батарея РСЗО БМ-21;
- взвод радиоэлектронной борьбы;
- танковый взвод.

Организовал активное противодействие находящимся в Панджшерском ущелье формированиям афганских моджахедов, в первую очередь группировке Ахмад Шах Масуда. Через 8 месяцев постоянных огневых контактов с преобладающим по численности противником, регулярных засадных операций и рейдов, Ахмад Шах Масуд вынужден был согласиться на временное перемирие с командованием 40-й армии.

…Во многом благодаря успешным действиям спецназа против отрядов полевого командира Ахмад Шах Масуда, мятежники пошли на перемирие в этом районе…— 15 бригада СПЕЦНАЗ: Люди и судьбы. Афганистан глазами очевидцев
На переговорах с Ахмад Шах Масудом кроме представителей штаба 40-й армии участвовал Б. Т. Керимбаев. Итогом перемирия стало прекращение боевых действий группировки Ахмад Шах Масуда против советских войск. В ответ Ахмад Шах Масуд потребовал вывести из Панджшерского ущелья 177-й отряд со всеми придаными ему подразделениями.
8 марта 1983 года Керимбаев вывел все подразделения из ущелья, и 177-й отряд был передислоцирован в н.п. Гульбахор провинции Парван.

## Дальнейшая служба
10 октября 1983 года Керимбаев сдал должность командира 177-го отряда Владимиру Квачкову и отбыл для прохождения дальнейшей службы в Среднеазиатский военный округ.
С октября 1983 года по март 1985 года проходил службу на должности командира батальона, а после и заместителя командира бригады в 22-й отдельной бригаде специального назначения в городе Капчагай Алматинской области КазССР.
После ввода 22-й отдельной бригады специального назначения в марте 1985 года в Афганистан в военном городке, где ранее располагалась бригада, из оставшихся подразделений соединения был сформирован кадрированный (неполного состава) 546-й отдельный учебный полк специального назначения. Борис Керимбаев был назначен командиром этого полка и занимал эту должность до расформирования части в конце 1980-х годов.
В 1990 году был переведён на службу в Штаб Гражданской обороны КазССР.
В 1992 году по состоянию здоровья уволился из Вооруженных сил в звании полковника.
Скончался в Алма-Ате 12 февраля 2019 года после продолжительной болезни. Похоронен в селе Раимбек Алматинской области.

## Награды
- Орден Красного Знамени
- Орден За службу Родине в Вооружённых Силах СССР 3 степени
- Юбилейные медали
- Орден Айбын 1 степени (2011)